# 密歇根淵花鮨
密歇根淵花鮨為輻鰭魚綱鱸形目鱸亞目鮨科的其中一種，分布於西大西洋區，從美國佛羅里達州至南美洲北部海域，棲息深度70-135公尺，體長可達15公分，為底棲性魚類，屬肉食性，生活習性不明。

## 擴展閱讀
維基物種上的相關：密歇根淵花鮨